# Argiolaus maesa
Argiolaus maesa är en fjärilsart som beskrevs av William Chapman Hewitson 1863. Argiolaus maesa ingår i släktet Argiolaus och familjen juvelvingar. Inga underarter finns listade i Catalogue of Life.